# Кореопсис калифорнийский
Кореопсис калифорнийский (лат. Coreopsis californica) — вид травянистых растений рода Кореопсис (Coreopsis) семейства Астровые (Asteraceae).

## Ботаническое описание
Кореопсис калифорнийский — однолетнее травянистое растение высотой от 5 до 30 см с одним или несколькими цветоносами. Листья узкие нитевидные длиной 2—10 см, шириной до 0,05 см, прикорневые, реже стеблевые, цельные либо одно- и двудольчатые На конце листья красные. Цветы одиночные, листья обертки широкоцилиндрические жёлтого цвета. В центре расположены от 10 до 30 дисковых цветков. По краям — от 5 до 12 язычковых цветков.
Плод — семянка, обратнояйцевидной формы, от ржавого до светло-коричневого цвета.

## Ареал и местообитание
Растение произрастает на западе США, включая следующие штаты: Калифорния, Аризона и Нью-Мексико. Растёт в каньонах на высоте до 1000 м.